# Ciobanesc romanesc mioritic
De ciobanesc romanesc mioritic is een hondenras dat afkomstig is uit Roemenië. Het dier wordt gebruikt als herdershond en is gek op kinderen. Een volwassen reu is ongeveer 73 centimeter hoog, een volwassen teef ongeveer 68 centimeter.
 Het ras is door de FCI sinds 6 juli 2005 erkend.
Australian stumpy tail cattle dog ·
Australische herder ·
Australische veedrijvershond ·
Bearded collie ·
Beauceron ·
Belgische herder ·
Bergamasco ·
Berghond van de Maremmen en Abruzzen ·
Bobtail ·
Boheemse herder ·
Bordercollie ·
Bouvier des Ardennes ·
Bouvier (des Flandres) ·
Briard ·
Ca de bestiar ·
Cão da Serra de Aires ·
Cão de fila de São Miguel ·
Catalaanse herder ·
Ciobanesc romanesc carpatin ·
Ciobanesc romanesc mioritic ·
Duitse herder ·
Hollandse herder ·
Karpatische herdershond ·
Kelpie ·
Komondor ·
Kroatische herder ·
Kuvasz ·
Lancashire heeler ·
Miniature American Shepherd ·
Mudi ·
Picardische herdershond ·
Polski owczarek nizinny ·
Puli ·
Pumi ·
Pyrenese herdershond ·
Saarlooswolfhond ·
Schapendoes ·
Schipperke ·
Schotse herdershond ·
Sheltie ·
Slovenský čuvač ·
Tatrahond ·
Tsjecho-Slowaakse wolfhond ·
Welsh corgi Cardigan ·
Welsh corgi Pembroke ·
Zuid-Russische owcharka ·
Zwitserse witte herder